# Тастевен, Феликс Иванович
Феликс Иванович Тастеве́н (фр. Félix Tastevin; 1858 — 1911) — российский книготорговец и историк-краевед французского происхождения.
Сын Проспера Тастевена (1819—?), французского солдата, попавшего в плен во время Крымской войны и оставшегося в России в качестве гувернёра в московском Императорском лицее в память Цесаревича Николая. Там же работал брат Феликса Тастевена Эдмон, отец критика Генриха Тастевена.
С конца 1870-х гг. сотрудник (вместе с братом Альбером) известного магазина иностранной, букинистической и антикварной книги В. В. Готье в Москве на Кузнецком мосту. В 1895 г. выкупил магазин у прежнего владельца, в 1896—1903 гг. выпустил три каталога букинистической книги. Затем передал антикварно-букинистический отдел П. П. Шибанову, сосредоточившись на продаже иностранных книг московским покупателям и поставке российских изданий за границу. Кроме того, Тастевен открыл при магазине читальню.
Исследовал историю центра Москвы. В 1911 г. прочитал в Императорском обществе истории и древностей Российских доклад «Большая Лубянка и прилегающие к ней улицы в XVII и XVIII столетиях», опубликованный затем в Трудах Общества и отдельным оттиском. Наиболее известен, однако, книгой «История французской колонии в Москве от её возникновения до 1812 года» (фр. Histoire de la colonie française de Moscou depuis les origines jusqu'a à 1812), изданной в 1908 году самостоятельно в Москве и одновременно Оноре Шампьоном в Париже (русский перевод впервые опубликован в 2005 г. в сборнике «Французские первопоселенцы в Москве и некоторые потомки» под редакцией В. М. Егорова-Федосова). Книга посвящена франко-российскому предпринимателю и меценату Огюсту Лутрёю.
В 1881 г. опубликовал «Путеводитель путешественника в Москву» (фр. Guide du voyageur à Moscou, в соавторстве с братом Альбером), с приложением словаря и разговорника. Переиздание вышло в 1897 г., а в 1891 г. появился двухтомный «Путеводитель путешественника по России» (фр. Guide du voyageur en Russie), включавший преимущественно сведения по Москве и Санкт-Петербургу. В 1889 г., также вместе с братом, помогал С. А. Толстой в переводе на французский язык книги Льва Толстого «О жизни». В 1892 г. братья Тастевен работали над переводом на французский язык и редактированием для публикации материалов проходившего в Москве Международного конгресса по антропологии и зоологии.
Вице-президент московского отделения «Альянс Франсез».